# Hornachuelos (kommunhuvudort)
Hornachuelos är en kommunhuvudort i Spanien.   Den ligger i provinsen Province of Córdoba och regionen Andalusien, i den södra delen av landet, 300 km söder om huvudstaden Madrid. Hornachuelos ligger 164 meter över havet och antalet invånare är 4 667.
Terrängen runt Hornachuelos är kuperad västerut, men österut är den platt. Runt Hornachuelos är det ganska glesbefolkat, med 43 invånare per kvadratkilometer. Närmaste större samhälle är Palma del Río, 15,4 km söder om Hornachuelos. Trakten runt Hornachuelos består till största delen av jordbruksmark.